# کازانکا (شهرستان بلاگووشچنسکی، باشقیرستان)
کازانکا (انگلیسی: Kazanka, Blagoveshchensky District, Republic of Bashkortostan) یک شهرک در شهرستان بلاگووشچنسکی باشقیرستان کشور روسیه است.